# Vélo cargo
 (janvier 2021).
Si vous disposez d'ouvrages ou d'articles de référence ou si vous connaissez des sites web de qualité traitant du thème abordé ici, merci de compléter l'article en donnant les références utiles à sa vérifiabilité et en les liant à la section « Notes et références ».

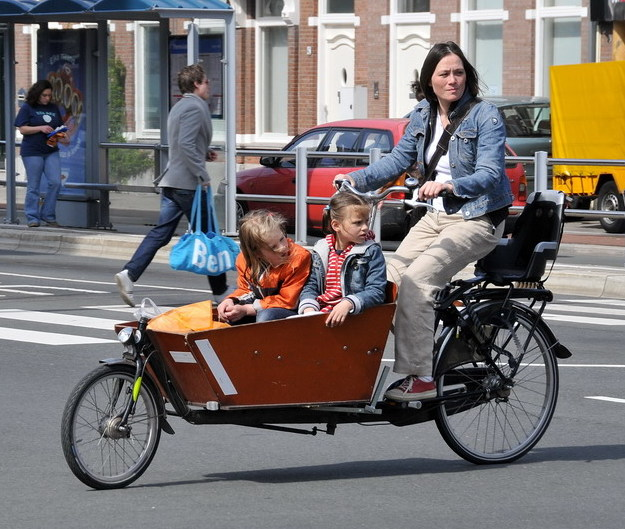
Mère avec deux enfants sur un vélo cargo biporteur à La Haye (Pays-Bas).

Le vélo cargo ou vélo de fret est un véhicule terrestre à deux ou trois roues dérivé de la bicyclette, destiné à transporter des charges plus importantes que sur un vélo classique.
On distingue traditionnellement les triporteurs, à trois roues, et les biporteurs, à deux roues, qui peuvent être classiques (chargement à l'avant) ou longtails (chargement à l'arrière).

## Définition
Un arrêté publié au Journal officiel de la République française le 8 juin 2021 définit le vélo cargo comme un « cycle à deux ou trois roues, dont le châssis est conçu pour recevoir une caisse ou une plateforme permettant le transport de charges, voire d’enfants »,.

## Historique

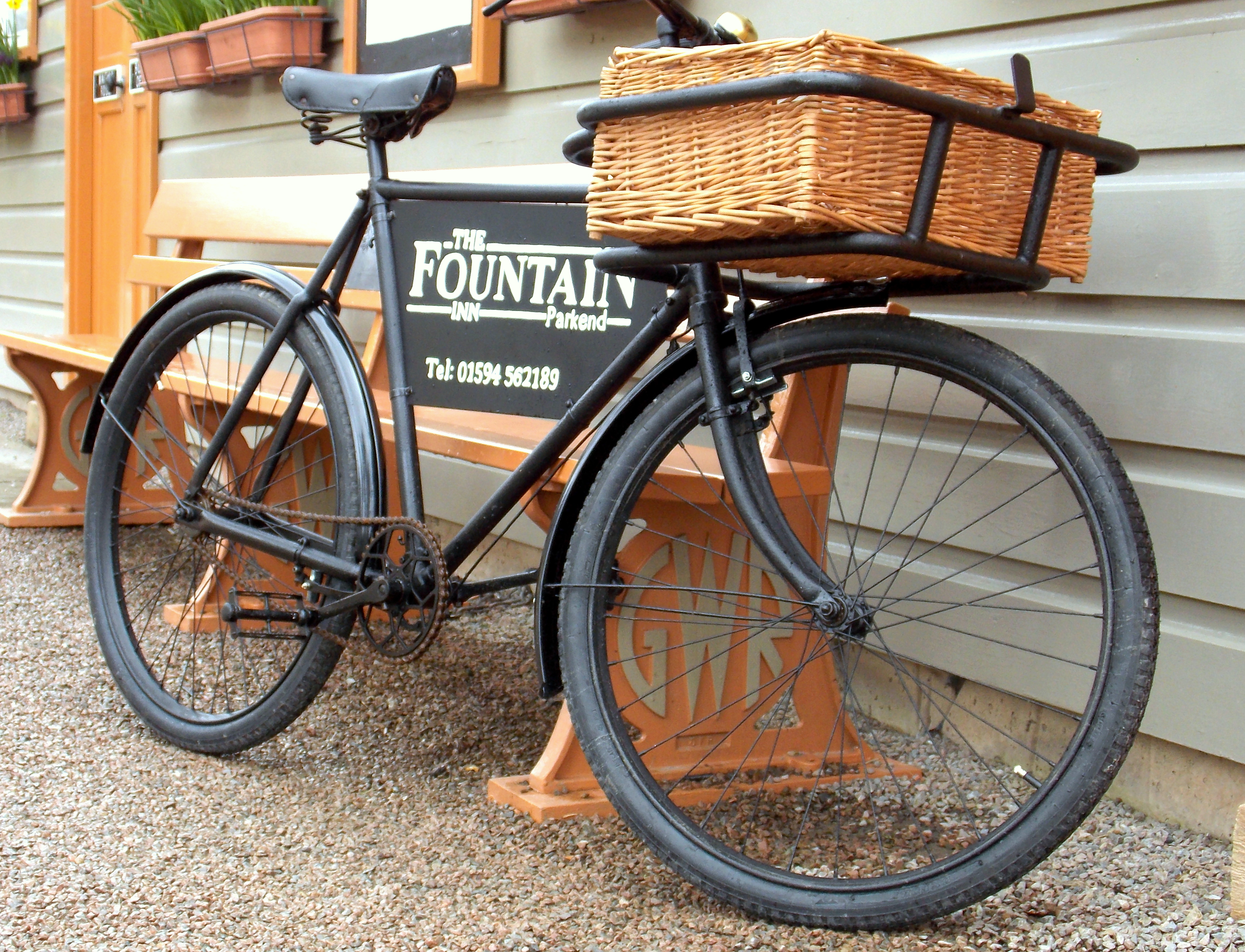
Vélo de boucher typique des années 1930 au Royaume-Uni.

Les premiers vélos cargos ont été utilisés par les commerçants pour livrer le courrier, le pain et le lait, entre autres. Au début du XXe siècle, ils étaient couramment utilisés par les professionnels pour les livraisons locales de marchandises, en particulier sous la forme de triporteurs. Au Royaume-Uni, ce type de vélo est encore parfois connu sous les noms de vélo de boucher ou vélo de boulanger, même si les bureaux de poste en sont de loin les plus grands utilisateurs.

### XXesiècle
Dans la première moitié du siècle, en France, la livraison à bicyclette a été pratiquée par exemple par des commis de boulangers, de librairie[réf. incomplète], de quincailler, de pâtissier, d'épicier dans les Deux-Sèvres, en région parisienne, en Champagne, en région d'Angers, ou en région de Berck.
Avec la domination du moteur à combustion interne dans les pays industrialisés après la Seconde Guerre mondiale, les vélos de fret sont devenus moins populaires. Dans le reste du monde, cependant, ils ont continué à être fabriqués et largement utilisés.
Le vélo cargo, en particulier sous sa forme triporteur, a pendant très longtemps été un mode de déplacement privilégié pour le transport de marchandises et les livraisons. Avec l'arrivée des véhicules motorisés, en particulier des camions, il a été peu à peu délaissé.

### Renaissance
Dans les années 1980 en Europe et les années 1990 aux États-Unis, de petits fabricants souvent inspirés par des considérations écologiques ont relancé la fabrication des vélos cargos. Ce nouvel essor répond notamment à la saturation des transports motorisés dans les zones urbaines et à la pollution de l'air qui en découle.
Leur renaissance a commencé, au début des années 2000, au Danemark et aux Pays-Bas.

### Retour du vélo cargo

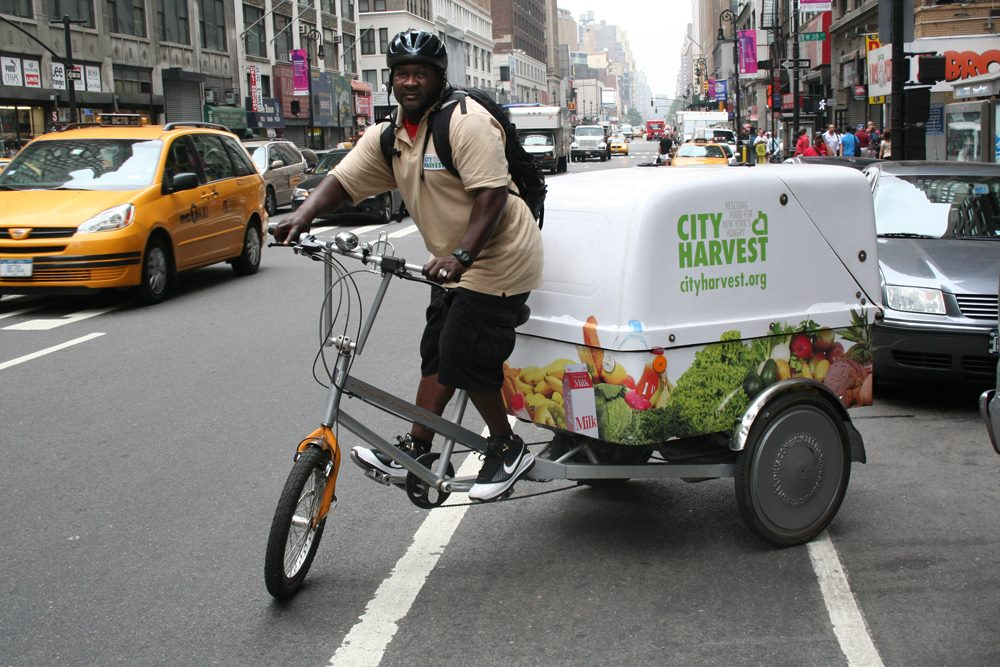
Vélo cargo de livraison de nourriture à New York.

Les contraintes de circulation en ville, les nuisances liées au transport motorisé, le coût croissant de l'énergie et les émissions de gaz à effet de serre ont permis au vélo cargo de réapparaître dans les villes, d'abord dans les villes nordiques. Il a permis en outre de contrer la désaffection des commerces de proximité et des piétons en centre-ville.
Le Danemark, notamment à Copenhague, a connu une augmentation spectaculaire des vélos cargos depuis environ 2000. On en compterait en 2014 plus de 60 000 en circulation dans les rues de la capitale danoise. Dans cette ville, 25 % des familles comptant deux enfants ou plus ont un vélo cargo pour le transport de leurs enfants et de diverses marchandises. Le vélo cargo devient alors un choix en remplacement d'une voiture ou d'une deuxième voiture.
Dans ce cadre, le vélo cargo apparaît de plus en plus comme une solution adaptée pour le transport de marchandises, en particulier sur le dernier kilomètre en ville. On parle ainsi de vélogistique, mot-valise issu des mots vélo et logistique, ou plus récemment de cyclologistique. Le vélo cargo peut même être utilisé pour déménager à vélo.
En France, les ventes de vélos cargos électriques ont progressé de 354 % en 2020, pour atteindre 11 000 unités, contre 78 000 en Allemagne,. Cette hausse s'est poursuivie en 2021 en Allemagne : 120 000 vélos cargos électriques et 47 000 vélos cargos ordinaires y ont été vendus cette année-là.
En 2022, en France, le nombre de ventes de vélo cargo double pour passer de 17 000 à 33 000. Le Danemark passe de 20 000 vélos cargos en 2020 à 40 000 en 2022. En 2022, 165 000 vélos utilitaires électriques sont vendus en Allemagne.
Les zones à faibles émissions sont susceptibles de favoriser l'usage du vélo cargo.

## Typologie
On parle aussi fréquemment de « vélo de fret » pour désigner l'ensemble des vélos équipés pour le transport de marchandises.

### Modèles biporteurs

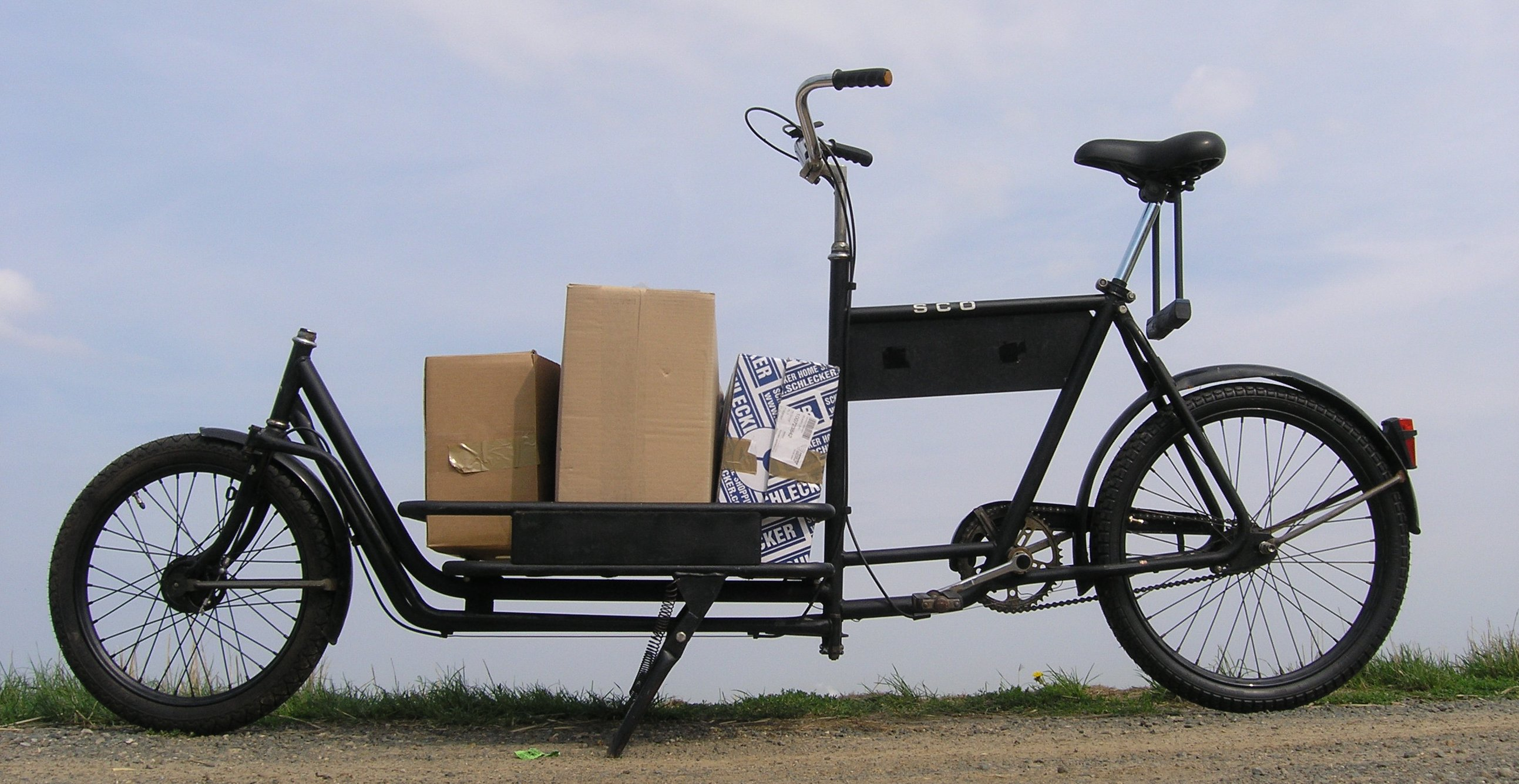
Un biporteur classique au Danemark.

Les vélos biporteurs permettent le chargement d'une charge à l'avant ou à l'arrière du vélo.
Les biporteurs « Long John », à chargement à l’avant, sont les vélos cargo les plus répandus. Ils offrent une grande capacité de chargement et un centre de gravité bas favorisant la maniabilité. L’encombrement est leur principal défaut.
En comparaison avec les biporteurs classiques (à chargement à l’avant), les longtails (à chargement à l'arrière) ressemblent davantage à des vélos classiques, seule la partie arrière étant allongée. Ils sont donc moins encombrants. L’utilisation de grandes sacoches permet d’atteindre des charges utiles relativement importantes, mais leur centre de gravité est alors un peu plus haut, ce qui altère la stabilité.

### Modèles triporteurs

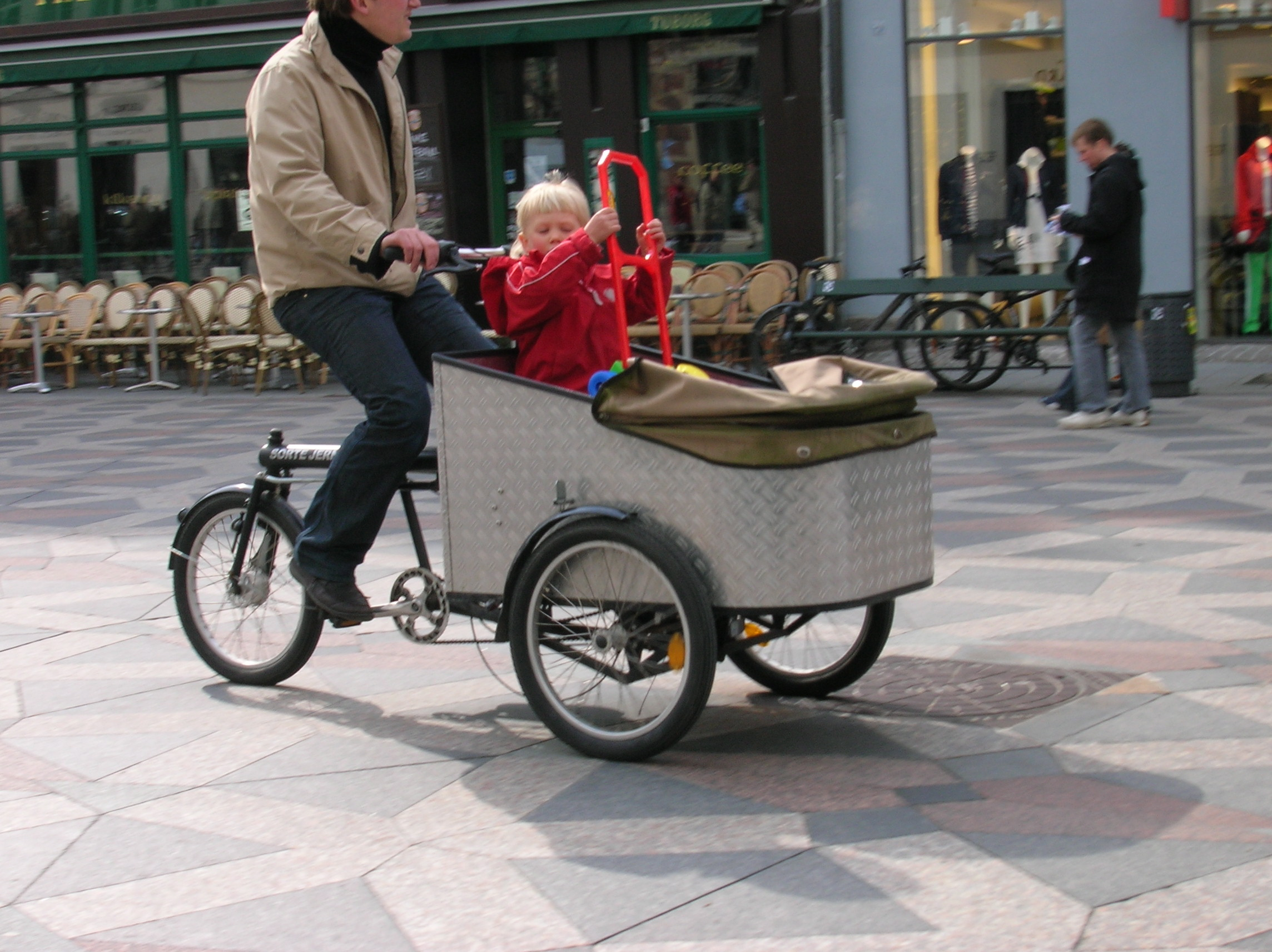
Un triporteur au Danemark.

Les vélos triporteurs permettent le transport de charges à l'avant ou à l'arrière du vélo.
Le modèle européen est composé, à l'avant, d'une caisse en bois ou en métal reposant sur deux roues placées de chaque côté. L'arrière de l'engin correspond à la structure classique d'une bicyclette, c'est-à-dire une selle, un cadre et un pédalier entraînant la roue arrière au moyen d'une chaîne. Pour le diriger, le conducteur fait pivoter la caisse autour d'un axe central qui la relie au cadre maintenant la roue arrière.
Le modèle asiatique (chinois), appelé tricycle, a deux roues à l'arrière, qui portent la charge, et un essieu à différentiel entraîné par la chaîne. Le conducteur le dirige par le guidon de la roue avant comme un vélo classique.
L’avantage certain des vélos triporteurs est leur facilité de chargement. En effet, les trois roues permettent une stabilité parfaite lors du chargement. Leur caisse très logeable, avec la possibilité de l’équiper d’un couvercle qui peut être cadenassé, attire souvent les artisans désireux de s’équiper d’un vélo cargo. Par contre, il est souvent reconnu que la troisième roue rend ce type de vélo moins roulant que les biporteurs.

## Galerie

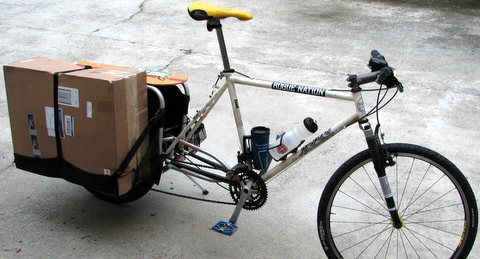
Longtail avec chargement à l'arrière.
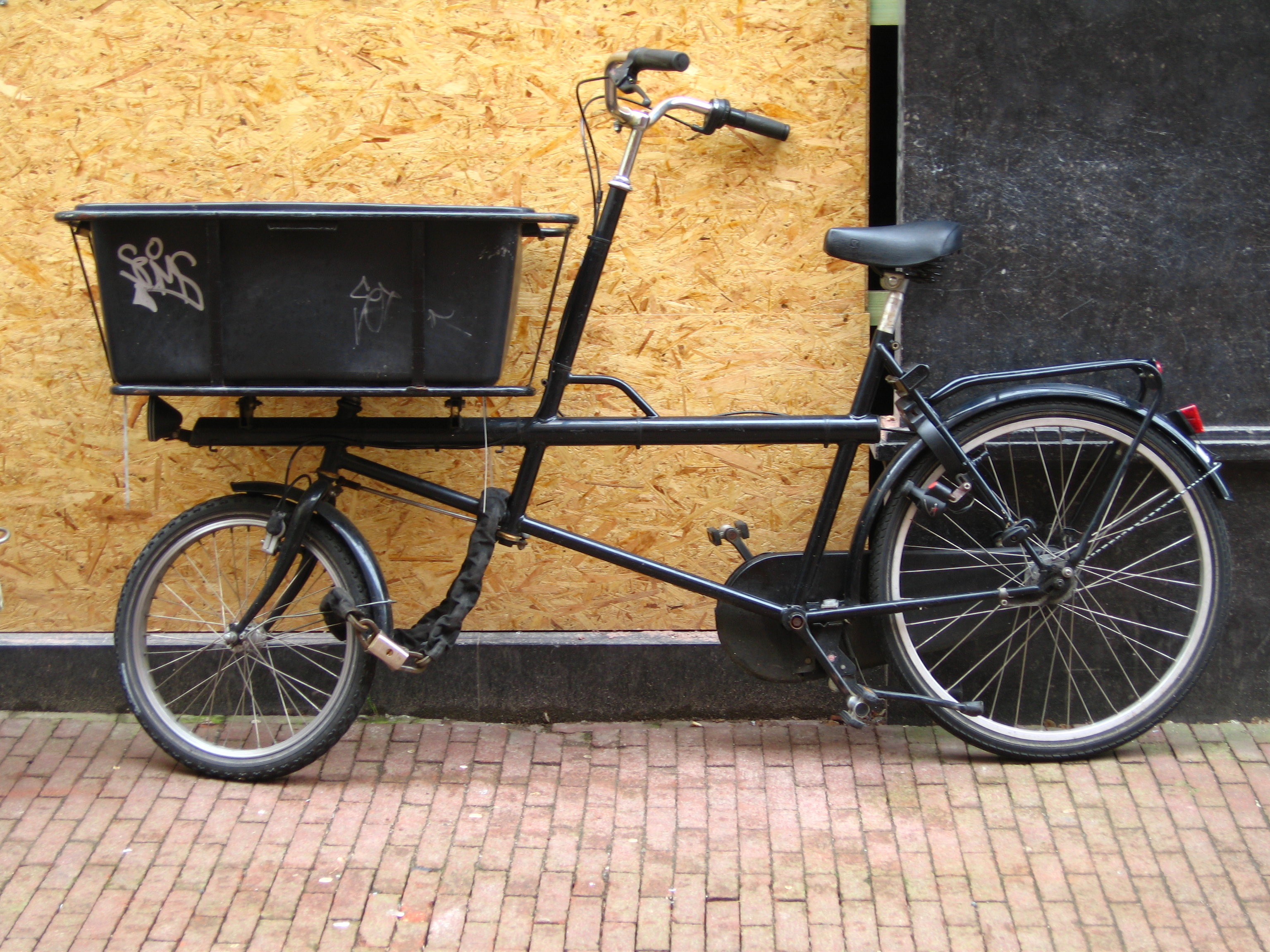
Biporteur, Amsterdam (Pays-Bas).
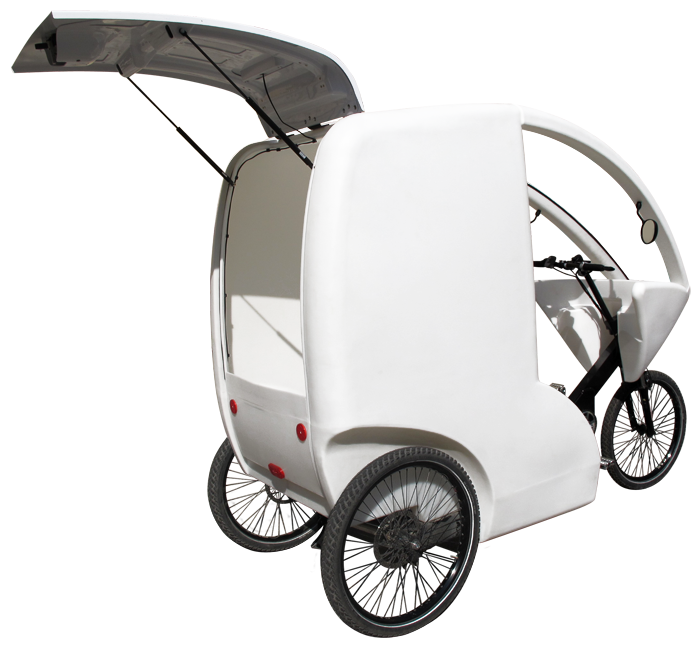
Cyclopolitain CycloCargo (France), utilitaire de transport de marchandises.
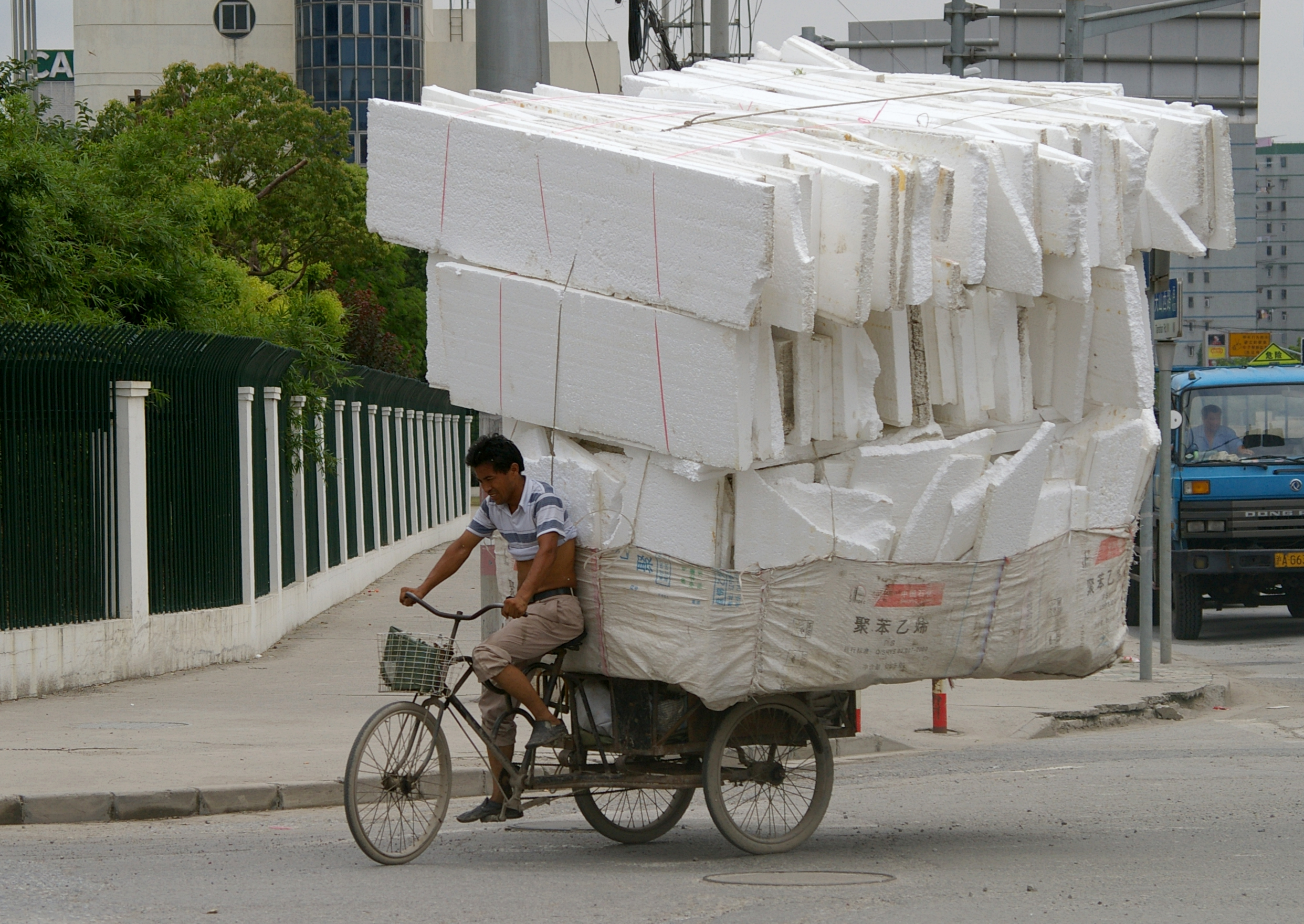
Tricycle lourdement chargé dans une rue de Shanghai (Chine).
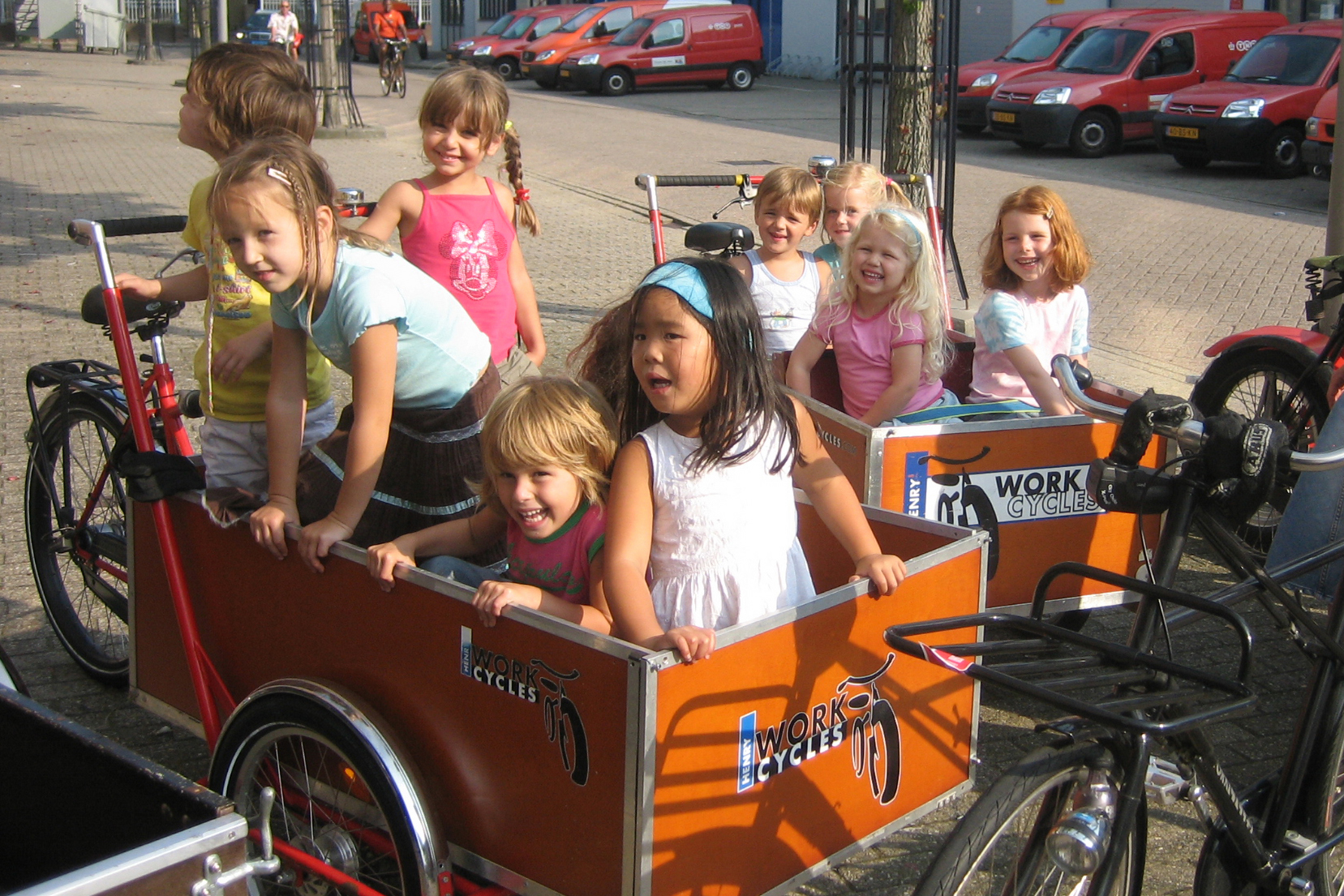
Enfants dans un triporteur à Amsterdam (Pays-Bas).
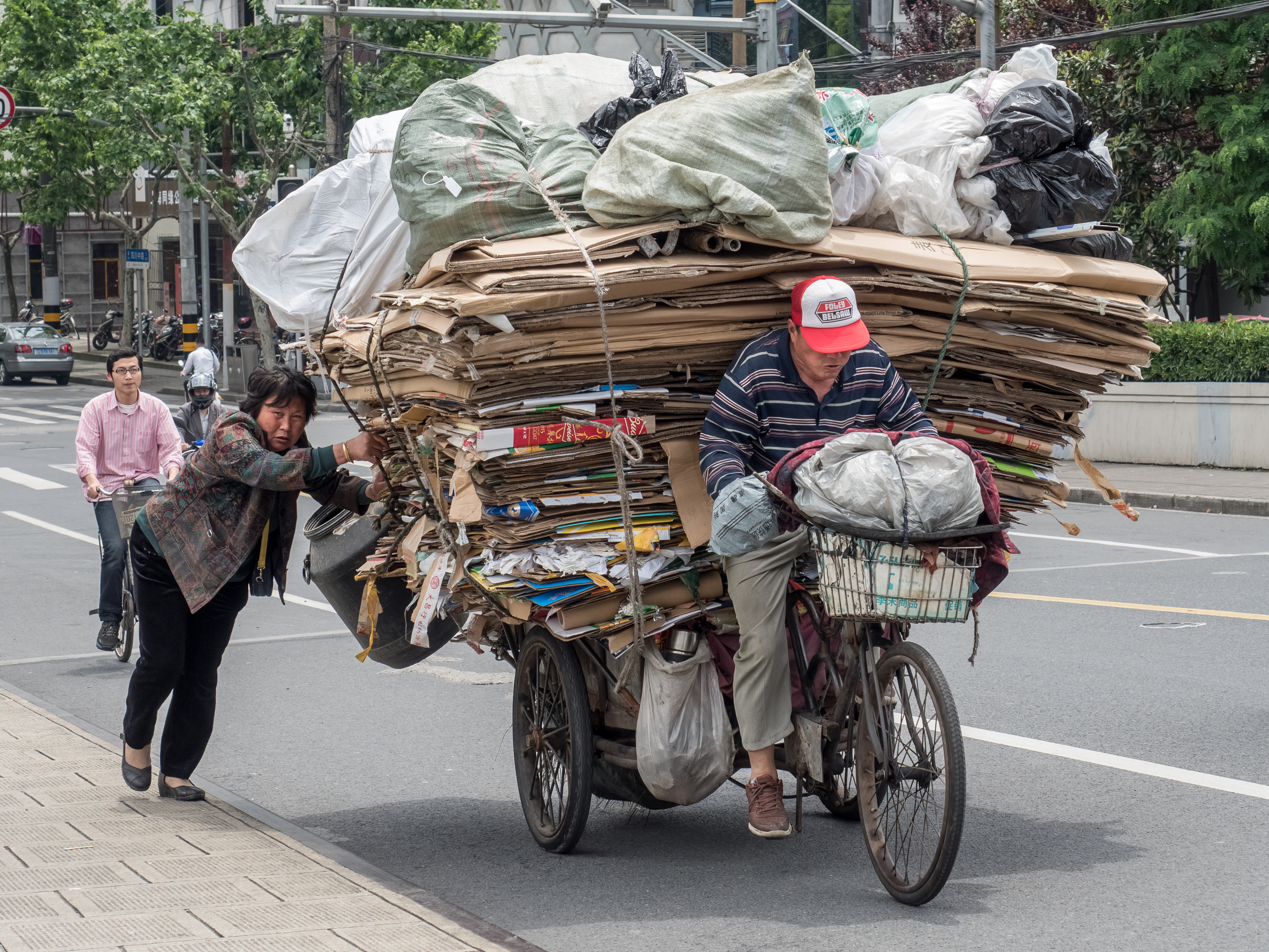
Transport par vélo de matériaux à recycler à Shanghai (2015).